# گوپیکا
گوپیکا (انگلیسی: Gopika؛ زادهٔ ۱ فوریهٔ ۱۹۸۵) هنرپیشه، مدل اهل هند است.
از فیلم‌ها یا برنامه‌های تلویزیونی که وی در آن نقش داشته‌است می‌توان به ببر، خودکار و شهر هوشمند اشاره کرد.